# 606 Брангена
606 Брангена (606 Brangane) — астероїд головного поясу, відкритий 18 вересня 1906 року Августом Копфом у Гейдельберзі.